# Бразильская математическая олимпиада для средних школ

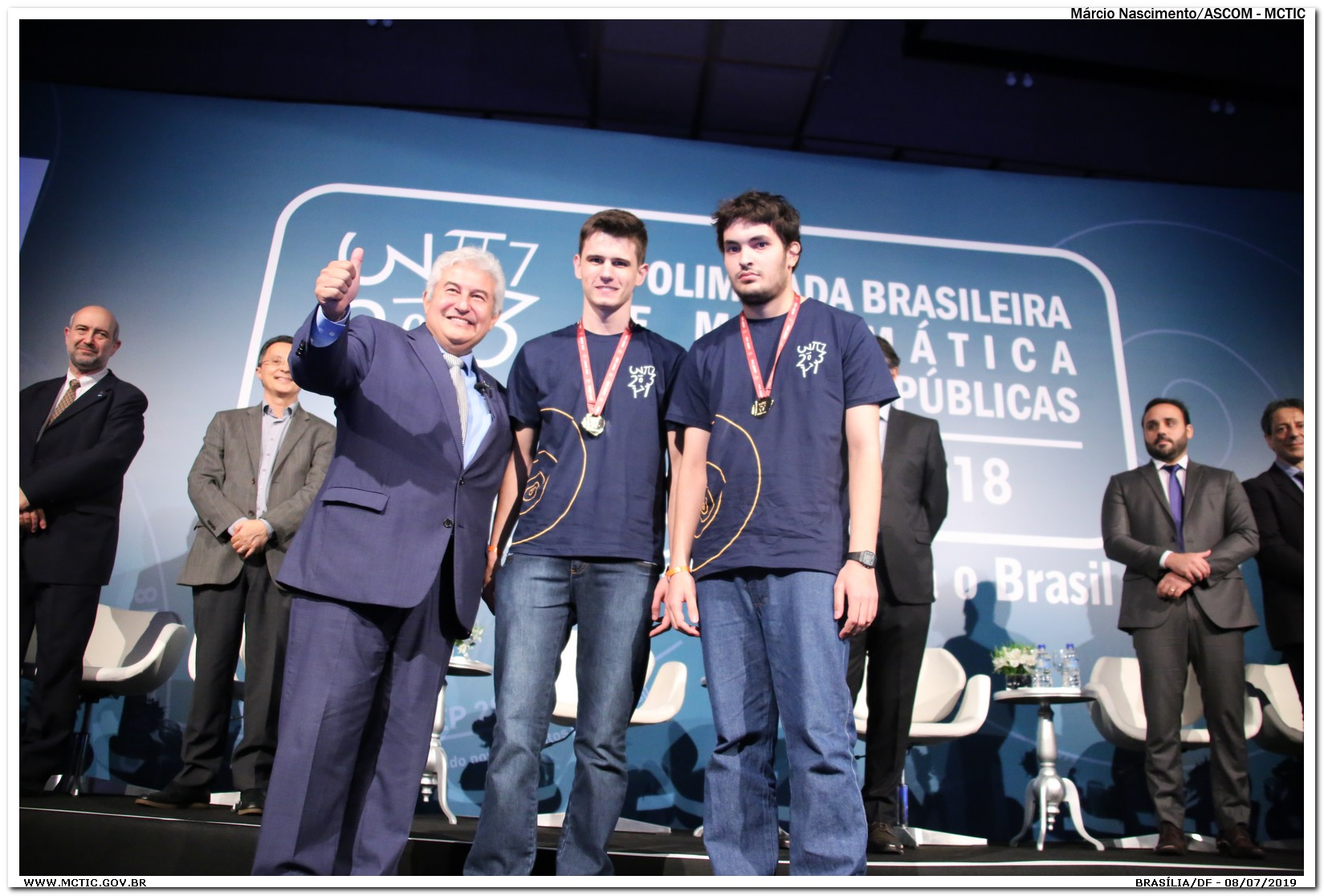
Призёры олимпиады 2018 года вместе с министром науки, технологий и инноваций Маркусом Понтисом

Бразильская математическая олимпиада для средних школ (порт. Olimpíada Brasileira de Matemática das Escolas Públicas, сокращённо OBMEP) — ежегодная математическая олимпиада, проходящая среди учащихся государственных и частных средних школ с 2005 года. Её организаторами являются Национальный институт фундаментальной и прикладной математики (IMPA) при поддержке Бразильского математического общества (SBM) и финансировании от министерств науки, технологий и инноваций, связи и образования. Цели соревнования — стимулирование изучения математики в школах, выявление талантов в этой области и содействие социальной интеграции путём распространения знаний.

## История
Впервые подобная олимпиада состоялась в 2005 году, и в ней приняли участие школьники в категориях начиная с 6-го класса и заканчивая выпускниками средней школы. Общее число участников составило 10,5 млн. человек из 31 тысячи государственных средних школ, располагавшихся в 93,5% бразильских муниципалитетов. Во второй этап вышли 457,7 тысяч учащихся из 29074 школ, расположенных на 91,9% бразильских муниципалитетов.
В 2015 году в олимпиаде на первом этапе приняли участие около 17,9 млн. школьников из чуть более чем 47,5 тыс. школ. Во второй этап вышли 889 018 человек из 42 316 школ. Обладателями золотых медалей стали 500 человек, серебряных —1500 человек, бронзовых — 4501 человек. Ещё 42283 человека были награждены поощрительными грамотами.
С 2017 года в олимпиаде участвуют и частные школы. В 2018 году в регламенте олимпиады была учреждена категория участников A, к которой относились учащиеся 4-х и 5-х классов государственных начальных школ.
В олимпиаде участвуют ежегодно около 18 миллионов школьников.

## Регламент
В олимпиаде участвуют три возрастные группы: учащиеся 6-го и 7-го классов; учащиеся 8-го и 9-го классов; учащиеся средней школы (выпускники). Олимпиада делится на два этапа: первый этап состоит из теста с 20 вопросами, каждый из которых имеет несколько вариантов ответов. По 5% лучших участников от каждой возрастной группы переходят на второй этап, где им предлагаются шесть вопросов открытого типа с развёрнутым ответом.
Участникам, показавшим лучшие результаты, вручаются золотые, серебряные и бронзовые медали. Награды также вручаются учителям, школа и муниципальным управлениям образования. 300 человек, показавших лучшие результаты на 2-м этапе по уровням, автоматически получают право принять участие в Бразильской математической олимпиаде (OBM) на следующий год.